# Соколова Гора
Соколова Гора — деревня в Вилегодском муниципальном округе Архангельской области.

## География
Находится в юго-восточной части Архангельской области, к северу от автодороги А123, у северной окраины административного центра района села Ильинско-Подомское.

## История
Была отмечена уже только в 1939 году в составе Ильинского сельсовета. До 2020 года входила в состав Ильинского сельского поселения до его упразднения.

## Население
Численность населения: 93 человека (русские 97 %) в 2002 году, 80 в 2010.